# Лал, Джаман
Джаман Лал Шарма (англ. Jaman Lal Sharma, 6 февраля 1936, Банну, Британская Индия — 26 августа 2007, Лакхнау, Индия) — индийский хоккеист (хоккей на траве), защитник. Серебряный призёр летних Олимпийских игр 1960 года.

## Биография
Джаман Лал родился 6 февраля 1936 года в индийском городе Банну (сейчас в Пакистане).
После разделения в 1947 году Британской Индии на Индию и Пакистан вместе с семьёй переехал в Лакхнау.
Играл в хоккей на траве за Соединённые провинции.
В 1960 году вошёл в состав сборной Индии по хоккею на траве на Олимпийских играх в Риме и завоевал серебряную медаль. Играл на позиции защитника, провёл 6 матчей, мячей (по имеющимся данным) не забивал.
В 1962 году в составе сборной Индии завоевал серебряную медаль на летних Азиатских играх в Джакарте.
После окончания игровой карьеры сыграл важную роль в создании спортивных колледжей и общежитий в штате Уттар-Прадеш. Впоследствии работал тренером. Был менеджером сборной Индии по хоккею на траве на летних Азиатских играх.
В 1990 году удостоен правительственной награды «Падма Шри».
Умер 26 августа 2007 года в индийском городе Лакхнау в результате повреждений, полученных после падения в ванной.

## Семья
Вырастил троих дочерей и сына Дипака, который стал журналистом.

## Память
Одна из улиц Лакхнау носит имя Джамана Лала. С 2008 года в городе проводится ежегодный хоккейный турнир, посвящённый его памяти.